# Ambassade de France au Turkménistan
L'ambassade de France au Turkménistan est la représentation diplomatique de la République française auprès de la république du Turkménistan. Elle est située à Achgabat, la capitale du pays, et son ambassadeur est, depuis 2023, Philippe Merlin.

## Ambassade
L'ambassade est située au no 35 de la rue 2029, à Achgabat. Depuis 2017, l'ambassade est composée de huit personnes : quatre agents expatriés et quatre agents de droit local.

## Histoire
L'ambassade a été ouverte en 1999 dans la capitale Achgabat.

## Ambassadeurs de France au Turkménistan
| De   | À    | Ambassadeur         |
| ---- | ---- | ------------------- |
| 1992 | 1996 | Pierre Morel,       |
| 1996 | 1999 | Yves Bargain,       |
| 1999 | 2003 | Alain Couanon       |
| 2003 | 2006 | Jean-Claude Richard |
| 2006 | 2010 | Christian Lechervy  |
| 2010 | 2014 | Pierre Lebovics,    |
| 2014 | 2016 | Patrick Pascal      |
| 2016 | 2020 | François Delahousse |
| 2020 | 2023 | Isabelle Guisnel    |
| 2023 | auj. | Philippe Merlin     |

## Relations diplomatiques
Les relations diplomatiques entre les deux pays ont été établies officiellement en mars 1992, quelques mois après la déclaration d'indépendance du 27 octobre 1991.

## Consulat

### Communauté française
Au 31 décembre 2016, 95 Français sont inscrits sur les registres consulaires au Turkménistan.
| 2001 | 2002 | 2003 | 2004 |
| ---- | ---- | ---- | ---- |
| 111  | 132  | 129  | 178  |

| 2005 | 2006 | 2007 | 2008 |
| ---- | ---- | ---- | ---- |
| 154  | 141  | 136  | 170  |

| 2009 | 2010 | 2011 | 2012 |
| ---- | ---- | ---- | ---- |
| 408  | 551  | 473  | 373  |

| 2013 | 2014 | 2015 | 2016 |
| ---- | ---- | ---- | ---- |
| 403  | 313  | 185  | 95   |

| 2017 | 2018 | 2019 | 2020 |
| ---- | ---- | ---- | ---- |
| 69   | 96   | 148  | 88   |

### Circonscriptions électorales
Depuis la loi du 22 juillet 2013 réformant la représentation des Français établis hors de France avec la mise en place de conseils consulaires au sein des missions diplomatiques, les ressortissants français d'une circonscription recouvrant l'Afghanistan, l'Azerbaïdjan, l'Iran, le Kazakhstan, le Kirghizistan, l'Ouzbékistan, le Pakistan, le Tadjikistan et le Turkménistan élisent pour six ans trois conseillers consulaires. Ces derniers ont trois rôles : 
1. ils sont des élus de proximité pour les Français de l'étranger ;
2. ils appartiennent à l'une des quinze circonscriptions qui élisent en leur sein les membres de l'Assemblée des Français de l'étranger ;
3. ils intègrent le collège électoral qui élit les sénateurs représentant les Français établis hors de France.

Pour l'élection à l'Assemblée des Français de l'étranger, le Turkménistan appartenait jusqu'en 2014 à la circonscription électorale de Moscou, comprenant aussi l'Arménie, l'Azerbaïdjan, la Biélorussie, la Géorgie, le Kazakhstan, le Kirghizistan, la Moldavie, l'Ouzbékistan, la Russie, le Tadjikistan et l'Ukraine, et désignant un siège. Le Turkménistan appartient désormais à la circonscription électorale « Asie centrale et Moyen-Orient » dont le chef-lieu est Dubaï et qui désigne quatre de ses 23 conseillers consulaires pour siéger parmi les 90 membres de l'Assemblée des Français de l'étranger.
Pour l'élection des députés des Français de l’étranger, le Turkménistan dépend de la 11e circonscription.